# Ruklada
Ruklada (em cirílico: Руклада) é uma vila da Sérvia localizada no município de Ub, pertencente ao distrito de Kolubara, na região de Tamnava. A sua população era de 318 habitantes segundo o censo de 2011.

## Demografia
| 1948 | 1953 | 1961 | 1971 | 1981 | 1991 | 2002 | 2011 |
| ---- | ---- | ---- | ---- | ---- | ---- | ---- | ---- |
| 503  | 541  | 529  | 489  | 455  | 371  | 372  | 318  |